# Amannus vittiger
Amannus vittiger är en skalbaggsart som beskrevs av Leconte 1858. Amannus vittiger ingår i släktet Amannus och familjen långhorningar. Inga underarter finns listade i Catalogue of Life.